# Rise of the Northstar
I Rise of the Northstar (spesso abbreviati in ROTNS) sono un gruppo crossover metal francese, formatosi a Parigi nel 2008.

## Storia del gruppo

### Inizi eTokyo Assault(2008-2010)
I Rise of the Northstar si formarono a Parigi nel 2008 su iniziativa del cantante Vithia. Il nome della band si ispira al manga Ken il guerriero, in inglese Fist of the North Star. La formazione originale comprendeva Vithia alla voce, Nicolas "Diego" Leroy alla chitarra solista, Loïc "Bboy" Ghanem alla chitarra ritmica, Lucas al basso e Max V alla batteria. Nell'estate del 2008 la band pubblicò sul proprio Myspace una prima demo contenente due tracce. Nel 2009 la band registrò altre tre tracce allo Studio Sainte-Marthe di Parigi e le pubblicò il 12 gennaio 2010, insieme ai due brani della demo, all'interno dell'EP dal titolo Tokyo Assault.
Nell'estate 2010 Diego e Max V lasciarono il gruppo e furono sostituiti rispettivamente da Evangelion-B e Hokuto no Kev.

### Demonstrating My Saiya Style(2011-2012)
Nel febbraio 2011 i Rise of the Northstar pubblicarono il singolo Protect Ya Chest, accompagnato dal primo videoclip della band, il quale ricevette più di 10.000 visualizzazioni nei primi quattro giorni.
Nel giugno 2011 la band pubblicò il singolo Phoenix, pezzo scritto in seguito al disastro di Fukushima Dai-ichi, i cui proventi furono donati in beneficenza alla croce rossa giapponese. Poco tempo dopo il chitarrista Air One si unì al gruppo sostituendo il partente Loïc G.
Nel 2012 la band pubblicò il suo secondo EP dal titolo Demonstrating My Saiya Style. Due videoclip accompagnarono l'EP, Sound of Wolves e l'omonimo Demonstating My Saiya Style.

### Welcame(2013-2017)
Nel 2013 Lucas lasciò la band e venne sostituito da Fabulous Fab. Nello stesso anno la band iniziò le registrazioni del suo primo full-length dal titolo Welcame. Inizialmente l'album sarebbe dovuto uscire il 29 settembre 2014 sotto l'etichetta Repression Records (fondata dagli stessi membri della band), ma l'uscita slittò al 24 novembre dello stesso anno in seguito all'accordo trovato tra il gruppo e la Nuclear Blast.

### The Legacy of Shi(2017-presente)
Nel marzo 2017 la band ha annunciato su Facebook l'inizio della produzione del nuovo album. Prima di iniziare le registrazioni dell'album il batterista Hokuto no Kev lascia la band. A novembre 2017 la band si è recata al Silver Cord Studio di New York per registrare il nuovo album, prodotto da Joe Duplantier dei Gojira. In seguito alle registrazioni fa il suo ingresso nella band il nuovo batterista Phantom.
Il 13 luglio 2018 la band ha pubblicato il singolo Here Comes the Boom, seguito da This Is Crossover il 24 agosto e Nekketsu il 12 ottobre.
Il 19 ottobre 2018 viene pubblicato il secondo album della band, dal titolo The Legacy of Shi.

## Stile musicale e tematiche
Lo stile musicale della band fonde elementi New York hardcore anni '90 e metalcore moderni, con il cantante Vithia che unisce il rap all'urlato, una commistione che la band stessa chiama "crossover metal". Tra le influenze vengono citati gruppi metal quali Rage Against the Machine, Slayer, Suicidal Tendencies, Machine Head, Pantera e Biohazard assieme a collettivi hip hop come Wu-Tang Clan, Onyx e Mobb Deep. Le tematiche della band sono pesantemente influenzate dalla cultura popolare giapponese, soprattutto da manga shōnen come Ken il guerriero, Dragon Ball, I Cavalieri dello zodiaco, Akira, Rookies e Great Teacher Onizuka. I membri della band durante i concerti usano indossare il gakuran, la tipica divisa scolastica giapponese.

## Formazione
Attuale
- Vithia (Victor Leroy) – voce (2008–presente)
- Evangelion-B (Brice Gauthier) – chitarra solista (2010–presente)
- Air One (Erwan Menez) – chitarra ritmica (2011–presente)
- Fabulous Fab (Fabien Lahaye) – basso (2013–presente)
- Phantom – batteria (2018–presente)

Ex-membri
- Nicolas "Diego" Leroy – chitarra solista (2008–2010)
- Max V – batteria (2008–2010)
- Loïc "Bboy" Ghanem – chitarra ritmica (2008–2011)
- Lucas – basso (2008–2013)
- Hokuto no Kev (Kevin Lecomte) – batteria (2010–2018)

Cronologia

## Discografia

### Album in studio
- 2014 – Welcame
- 2018 – The Legacy of Shi
- 2023 – Showdown

### EP
- 2010 – Tokyo Assault
- 2012 – Demonstrating My Saiya Style

### Demo
- 2008 – 意気地